# Uğur Çiftçi
Uğur Çiftçi (sinh ngày 4 tháng 5 năm 1992) là một cầu thủ bóng đá Thổ Nhĩ Kỳ thi đấu ở vị trí hậu vệ cho Gençlerbirliği ở Süper Lig.